# Thornelya
Thornelya is een geslacht van mosdiertjes uit de  familie van de Hippopodinidae. De wetenschappelijke naam ervan werd in 1957 voor het eerst geldig gepubliceerd door Harmer.

## Soorten
- Thornelya atlanticoensis Ramalho & Moraes, 2021
- Thornelya ceylonica (Thornely, 1905)
- Thornelya fuscina Tilbrook, Hayward & Gordon, 2001
- Thornelya mila (Scholz, 1993)
- Thornelya perarmata Harmer, 1957